# Lithocarpus korthalsii
Lithocarpus korthalsii är en bokväxtart som först beskrevs av Stephan Ladislaus Endlicher, och fick sitt nu gällande namn av Engkik Soepadmo. Lithocarpus korthalsii ingår i släktet Lithocarpus och familjen bokväxter. Inga underarter finns listade.